# Салуда (округ, Південна Кароліна)
Шаблон:StateAbbr_ 34°01′ пн. ш. 81°44′ зх. д. / 34.01° пн. ш. 81.73° зх. д.
Округ Салуда (англ. Saluda County) — округ (графство) у штаті Південна Кароліна, США. Ідентифікатор округу 45081.

## Історія
Округ утворений 1896 року.

## Демографія
За даними перепису 
2000 року 
загальне населення округу становило 19181 осіб, зокрема міського населення було 3320, а сільського — 15861.
Серед мешканців округу чоловіків було 9523, а жінок — 9658. В окрузі було 7127 домогосподарств, 5295 родин, які мешкали в 8543 будинках.
Середній розмір родини становив 3,07.
Віковий розподіл населення поданий у таблиці:
| Стать    | До 15 років | 15-21 | 22-29 | 30-39 | 40-49 | 50-65 | 65-85 | Понад 85 |
| -------- | ----------- | ----- | ----- | ----- | ----- | ----- | ----- | -------- |
| Чоловіки | 2021        | 1045  | 1001  | 1332  | 1376  | 1586  | 1085  | 77       |
| Жінки    | 1894        | 894   | 932   | 1322  | 1364  | 1636  | 1352  | 264      |

## Суміжні округи
- Ньюбері — північ
- Лексінгтон — схід
- Ейкен — південь
- Еджфілд — південний захід
- Маккормік — захід
- Грінвуд — північний захід

## Виноски
1. ↑  U.S. Decennial Census. United States Census Bureau. Архів оригіналу за 12 травня 2015. Процитовано 19 березня 2015.
2. ↑  Historical Census Browser. University of Virginia Library. Архів оригіналу за 11 серпня 2012. Процитовано 19 березня 2015.
3. ↑  Forstall, Richard L., ред. (27 березня 1995). Population of Counties by Decennial Census: 1900 to 1990. United States Census Bureau. Архів оригіналу за 2 лютого 2015. Процитовано 19 березня 2015.
4. ↑  Census 2000 PHC-T-4. Ranking Tables for Counties: 1990 and 2000 (PDF). United States Census Bureau. 2 квітня 2001. Архів оригіналу (PDF) за 18 грудня 2014. Процитовано 19 березня 2015.
5. ↑  State & County QuickFacts. United States Census Bureau. Архів оригіналу за 10 червня 2006. Процитовано 25 листопада 2013. [Архівовано 2011-06-06 у Wayback Machine.](англ.) Наведено за англійською вікіпедією.
6. ↑  American FactFinder. Бюро перепису населення США. Архів оригіналу за 26 лютого 2012. Процитовано 31 січня 2008. [Архівовано 2008-05-21 у Wayback Machine.]

| США | Це незавершена стаття з географії США. Ви можете допомогти проєкту, виправивши або дописавши її. |